# Remzi Iliasow
Remzi Iliasow (ros. Ремзи Ильясович Ильясов) (ur. 12 kwietnia 1958 w Ferganie) — ukraiński polityk tatarskiego pochodzenia, lider frakcji "Kurułtaj-Ruch" w Radzie Najwyższej Republiki Autonomicznej Krymu. 
W 1983 ukończył studia w Instytucie Inżynieryjno-Budowlanym w Tomsku ze specjalnością inżyniera-ekonomisty, po czym pracował w komitetach obwodowych w Tomsku i Ferganie jako inżynier i ekonomista. W 1991 powrócił na Krym, gdzie pełnił funkcję dyrektora zarządu zjednoczenia przedsiębiorców "Imdat" w Symferopolu (do 1995). W 1995 stanął na czele zarządu ds. Tatarów Krymskich przy Komitecie Republikańskim Republiki Autonomicznej Krymu ds. Narodowości i Deportowanych Obywateli (do 2001). W latach 2001—2006 pracował jako asystent ds. społecznych Radzie Najwyższej Ukrainy. Od 2006 zasiada w Radzie Najwyższej Republiki Autonomicznej Krymu V kadencji, pełniąc zarazem obowiązki przewodniczącego Komisji ds. Stosunków Międzyetnicznych oraz Problemów Deportowanych Obywateli. Stoi na czele frakcji deputowanych "Kurułtaj-Ruch" w parlamencie. W 2007 Wiktor Juszczenko mianował go sekretarzem Rady Przedstawicieli Narodu Krymskotatarskiego przy Prezydencie Ukrainy. 
W 1991 został delegatem Kurułtaju (Narodowego Zjazdu) Krymskich Tatarów (do 1996). Po raz kolejny wybierany w skład tego gremium w latach 2001 i 2007. Trzykrotnie był członkiem Medżlisu Narodu Krymskokotatarskiego (od 2001 jego wiceprzewodniczącym).